# Mikałaj Szwydakou
Mikałaj Alaksandrawicz Szwydakou, biał. Мікалай Аляксандравіч Швыдакоў, ros. Николай Александрович Швыдаков, Nikołaj Aleksandrowicz Szwydakow (ur. 6 lipca 1980 w Białoruskiej SRR) – białoruski piłkarz, grający na pozycji pomocnika lub napastnika. 

## Kariera piłkarska

### Kariera klubowa
Wychowanek Szkoły Sportowej w Homelu. Pierwszy trener Władimir Agiejew. W 1998 rozpoczął karierę piłkarską w drużynie Tarpeda-MAZ Mińsk. Na początku 2002 wyjechał do Ukrainy, gdzie do końca roku bronił barw Metalista Charków. Z przyczyny zadłużenia ze strony klubu w sprawie wynagrodzenia podczas przerwy zimowej sezonu 2002/03 opuścił charkowski klub i potem występował w Lakamatyu Mińsk. Latem 2003 roku przeszedł do Naftanu Nowopołock. W 2005 powrócił do Lakamatyu Mińsk. W latach 2009–2010 bronił barw klubu Tarpeda Żodzino. Na początku 2011 przeniósł się do Skwicza Mińsk, w którym zakończył karierę piłkarską.

## Sukcesy i odznaczenia

### Sukcesy klubowe
- finalista Pucharu Białorusi: 2000, 2003, 2010